# تغليظ

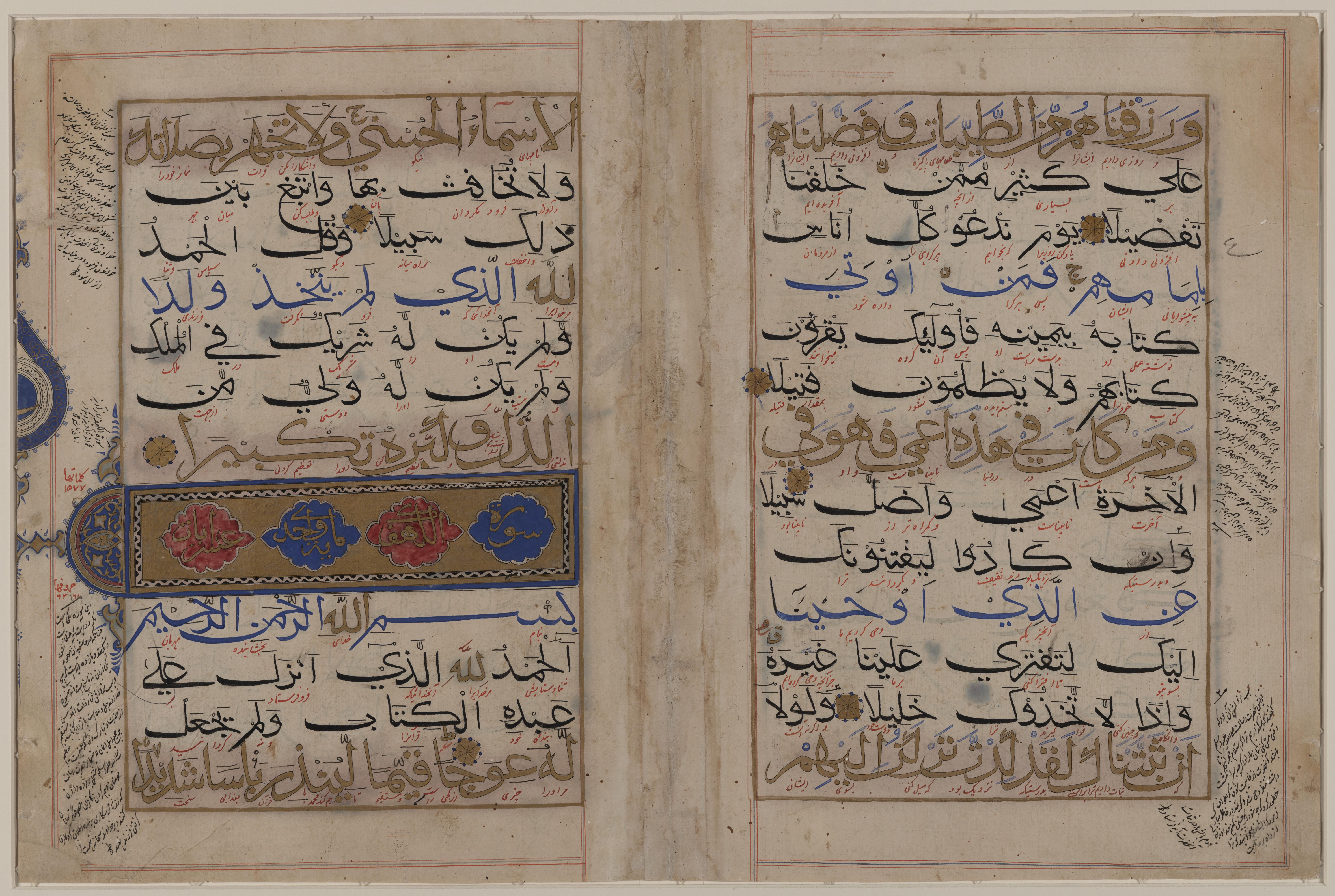
خط بهاري غليظ

التغليظ عند الكتبة والخطاطين هو كتابة الخط برسم غليظ. والاسم منه الغِلَظ.